# 宮崎市立加納小学校
宮崎市立加納小学校（みやざきしりつ かのうしょうがっこう）は、宮崎県宮崎市清武町加納甲にある公立の小学校。

## 概要
歴史
1985年（昭和60年）に清武町立清武小学校から分離する形で創立。現校名になったのは、2010年（平成22年）。2025年（令和7年）に創立40周年を迎える。
校章
中央に校名の頭文字である「加」の文字を配している。
校歌
1986年（昭和61年）に制定。作詞は渡部紀南（当時の教頭）、作曲は阿万為孝（当時の教諭）による。歌詞は3番まであり、各番の歌詞中に校名の「加納小」が登場する。
通学区域
宮崎市加納町のうち、「加納（一部）・池田台・池田台北・加納一～五丁目・あさひ一・二丁目・船引（一部）・木原（一部）」。
中学校区は宮崎市立加納中学校。
児童数
925名（2020年（令和2年）4月1日時点）

## 沿革
- 1985年（昭和60年）4月1日 - 清武町立清武小学校から分離の上、「清武町立加納小学校」が開校。
- 1986年（昭和61年）
  - 2月 - 体育館が完成。
  - 3月1日 - 校歌を制定。
- 1991年（平成3年）3月 - 校舎を増設。
- 2010年（平成22年）3月23日 - 宮崎市への編入合併に伴い、「宮崎市立加納小学校」（現校名）に改称。
- 2023年（令和5年）1月 - たんけんの森再整備事業完成記念式典を挙行。

## 交通
最寄りの鉄道駅
- 九州旅客鉄道 日豊本線 「清武駅」・「加納駅」

最寄りのバス停留所
- 宮崎交通バス（宮交バス）「加納小入口」停留所

最寄りの幹線道路
- 国道296号

## 周辺
- かのう児童センター
- 清武城址